# Errol Fuller
Errol Fuller (né le 19 juin 1947) est un écrivain et peintre britannique qui vit à Tunbridge Wells, dans le Kent. 

## Biographie
Il est né à Blackpool, dans le Lancashire, et grandit dans le sud de Londres, en Angleterre. Il écrit notamment une série de livres sur des espèces disparues, qui comprend notamment Extinct Birds (Penguin Viking, 1987 and Oxford University Press, 2000), The Great Auk (Harry N. Abrams, 1999),,,, The Lost Birds of Paradise (Swann Hill Press, 1995), Dodo – From Extinction to Icon (HarperCollins, 2002) et en collaboration avec l'artiste néo-zélandais Raymond Ching, Kiwis (Seto Publishing Auckland).